# Marie Větrovská
Marie Větrovská, née le 26 juin 1912 à Prague (Autriche-Hongrie) et morte le 21 mai 1987, est une gymnaste artistique tchécoslovaque. 

## Biographie
Aux Jeux olympiques de 1936 à Berlin, elle remporte la médaille d'argent en concours général par équipes.